# Kahê
Carlos Eduardo de Souza Floresta, mit Kurznamen Kahê genannt, (* 28. August 1982 in São Paulo) ist ein ehemaliger brasilianischer Fußballspieler.

## Karriere

### Verein
Kahê begann seine Profilaufbahn bei Associação Portuguesa de Desportos. Im Kalenderjahr 2004 schloss er sich der SE Palmeiras an, anschließend war der Angreifer für Associação Atlética Ponte Preta aktiv. Im Sommer 2005 verließ er dann sein Heimatland und wechselte in die Fußball-Bundesliga zu Borussia Mönchengladbach. Seine erste Partie für die Borussia bestritt er am 10. September 2005 gegen den MSV Duisburg. Sein erstes Tor schoss er am 27. November 2005 gegen Hertha BSC.
Zur Saison 2006/07 konnte sich Kahê zunächst einen Stammplatz im Sturm sichern. In den ersten fünf Saisonspielen erzielte er vier Tore, danach gelang ihm allerdings kein Treffer mehr. Im August 2007 wechselte er dann zum türkischen Erstligisten Gençlerbirliği Ankara. Zur Saison 2010/11 wechselte er innerhalb der türkischen Liga zu Manisaspor.
In seiner ersten Saison für Manisaspor erzielte Kahê zehn Tore in 31 Spielen und trug maßgeblich zum Klassenerhalt bei. Die folgende Saison dagegen verlief weniger erfolgreich, in 29 Einsätzen gelang ihm kein Treffer, zudem stieg Manisaspor als Vorletzter ab. Im mittlerweile dritten Jahr für Manisaspor spielte Kahê die bisher beste Saison seiner Karriere, in 33 Ligaspielen schoss er 17 Tore, womit er Zweiter in der Torschützenliste der PTT 1. Lig wurde. Da Manisaspor am Ende der Saison den vierten Tabellenplatz erreichte, qualifizierte sich der Verein für die Play-offs in die Süper Lig. Der Gegner war Adana Demirspor, wobei Kahê beim 2:1-Sieg einen Treffer beisteuerte. Nachdem Manisaspor im Play-off-Finale gegen Konyaspor mit 0:2 verloren hatte, musste man ein weiteres Jahr in der zweiten Liga spielen. Nachdem Kahê sich mit dem Vorstand nicht auf sein Gehalt einigen konnte, verließ er den Verein zu Beginn der Saison 2013/14 und wechselte zum Rivalen Denizlispor. Nach nur einer Saison verließ er auch Denizlispor und schloss sich dem Ligakonkurrenten Karşıyaka SK an. Hier spielte er zwei Spielzeiten lang und verließ er zum Sommer 2015 die Türkei.
In seiner Heimat unterzeichnete er für 2015 beim Oeste FC. Mit diesem trat er in der Série B an. Bereits im nächsten Folgejahr ging seine Reise weiter. Kahê ging nach Malaysia zum Kedah Darul Aman FC, wo er nur die Spielzeit 2016 verbrachte. Er ließ seine Karriere in der Saison 2017/18 in der Türkei bei Amasyaspor FK ausklingen.

### Nationalmannschaft
Kahê lief zu seiner Zeit bei Nacional AC (SP) drei Mal für die brasilianische U-20-Fußballnationalmannschaft auf.